# Omphale aureopurpurea
Omphale aureopurpurea är en stekelart som beskrevs av Christer Hansson 1996. Omphale aureopurpurea ingår i släktet Omphale och familjen finglanssteklar. Inga underarter finns listade i Catalogue of Life.